# Missió de les Nacions Unides per al Suport de la Justícia a Haití
La Missió de les Nacions Unides per al Suport de la Justícia a Haití (MINUJUSTH) és una missió de manteniment de la pau a Haití ordenada pel Consell de Seguretat de les Nacions Unides a través de la resolució 2350 (2017).
A l'abril de 2017, el Consell de Seguretat va acordar unànimement que els 2.370 soldats a la Missió d'Estabilització de les Nacions Unides a Haití (MINUSTAH) havien de ser retirats gradualment fins al 15 d'octubre de 2017 per donar pas a la nova MINUJUSTH com a operació successora.
MINUJUSTH comptarà amb 1.275 policies, així com oficials de correcció i civils internacionals, però cap personal militar.
Dues unitats de l'Índia que servien a la MINUSTAH romandran a Haití per servir a MINUJUSTH, mentre que l'altra unitat tornarà a l'Índia. L'Índia tenia un total de 452 persones que treballaven a la MINUSTAH en febrer de 2017.
Se li va atorgar un mandat a la missió fins al 15 d'abril de 2018, però va ser ampliat fins al 15 d'abril de 2019.